# York Springs
York Springs ist ein Borough in Adams County, Pennsylvania, Vereinigte Staaten. Das U.S. Census Bureau hat bei der Volkszählung 2020 eine Einwohnerzahl von 683 ermittelt.

## Geographie
Nach einer Erhebung des United States Census Bureau hat York Springs eine Gesamtfläche von 0,23 Quadratmeilen (0,6 km²), und hat keine Wasserflächen innerhalb seiner Grenzen.

## Bevölkerung
Nach dem Census 2000 betrug die Gesamtbevölkerung im Borough 574 Menschen in 186 Haushalten, 129 Familien lebten im Borough. Die Bevölkerungsdichte betrug 2836,0 Menschen pro Quadratmeile (1108,1/km²). 94,8 % der Bevölkerung waren Weiße. 
In 41,4 % der Haushalte lebten Kinder unter 18 Jahren. 53,8 % der Haushalte bildeten verheiratete Familien, 10,2 % waren alleinerziehende Frauen und 30,6 % waren nichtfamiliäre Haushalte.
Die Altersstruktur in York Springs teilte sich wie folgt auf: 28,9 % der Einwohner waren jünger als 18 Jahre, 9,6 % waren zwischen 18 und 24 Jahren alt, 30,5 % waren zwischen 25 und 44 Jahren alt, 16,0 % waren zwischen 45 und 64 Jahren alt und 15,0 % der Bevölkerung waren über 65 Jahre alt. Dies ergab einen Altersdurchschnitt von 30 Jahren. Auf 100 Frauen kamen 103,5 Männer. 
Das durchschnittliche Haushaltseinkommen im Jahr 2000 betrug 41.250 $ und das durchschnittliche Familieneinkommen 41.071 $.